# Cheile Ampoiței
Cheile Ampoiței alcătuiesc o arie protejată de interes național ce corespunde categoriei a IV-a IUCN (rezervație naturală de tip mixt), situată în vestul Transilvaniei, pe teritoriul județului Alba.

## Localizare
Rezervația naturală se află în extremitatea vestică a județului Alba, pe teritoriul administrativ al comunei Meteș, în sud-estul satului Lunca Ampoiței (pe cursul mijlociu la Pârâului Ampoița) și este străbătută de drumul comunal DC68, care leagă localitatea Remetea de Lunca Meteșului.

## Descriere
Rezervația naturală a fost declarată arie protejată prin Legea Nr.5 din 6 martie 2000, publicată în Monitorul Oficial al României, Nr.152 din 12 aprilie 2000, privind aprobarea Planului de amenajare a teritoriului național - Secțiunea a III-a - zone protejate și are o suprafață de 15 ha.
Aria protejată este inclusă în situl de importanță comunitară - Trascău și reprezintă un peisaj geografic puțin modificat de om, conservând în bună parte elementele mediului natural. Relieful accidentat datorat calcarelor compacte este în bună parte împădurit și se remarcă printr-o atractivitate turistică aparte. Cele câteva peșteri constituie un obiect de cercetare pentru speologi, iar vegetația conține unele elemente termofile și mici pajiști stepizate datorate curenților de aer descendenți.

## Acces
Aici se poate accesa de pe DN 74 Alba Iulia - Abrud - Brad, până la Gura Ampoiței, de unde se merge pe un drum comunal ce urmează valea cu același nume. Pe primii 2 km, drumul este asfaltat, iar în continuare pietruit. De la Gura Ampoiței până la intrarea în rezervație sunt circa 9 km.

## Monumente și atracții turistice
În vecinătatea rezervației naturale se află câteva obiective de interes istoric, cultural și turistic; astfel:

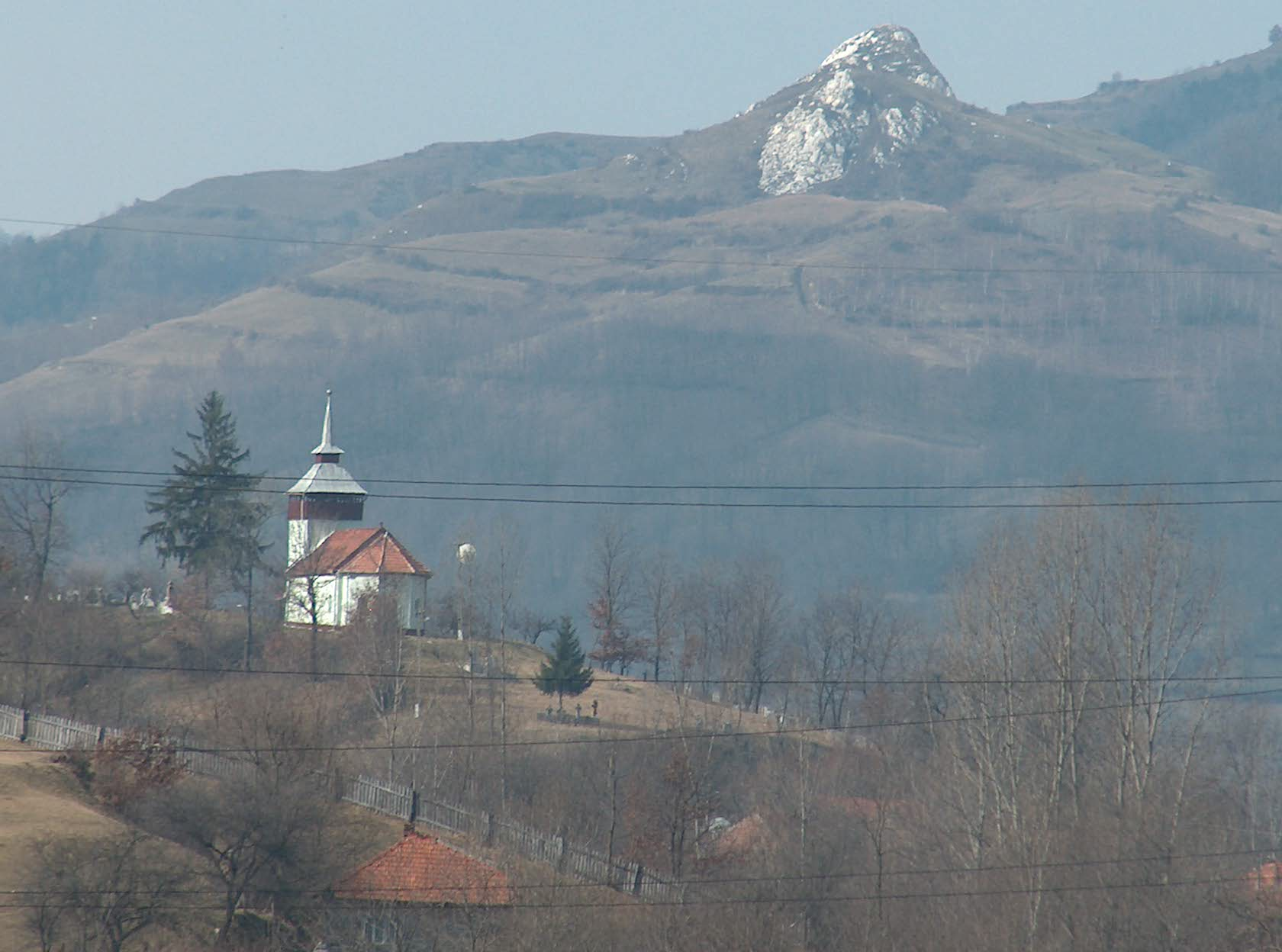
Biserica "Sf. Nicolae" din satul Presaca Ampoiului

- Biserica "Cuvioasa Paraschiva" din Ampoița, construcție secolul al XVIII-lea, monument istoric (cod LMI AB-II-m-B-00176.01).
- Biserica "Cuvioasa Paraschiva" din Meteș, construcție 1780, monument istoric (cod LMI AB-II-m-B-00253).
- Biserica "Cuvioasa Paraschiva" din Poiana Ampoiului, construcție 1700 - 1761, monument istoric (cod LMI AB-II-m-B-00263).
- Biserica "Sf. Nicolae" din satul Presaca Ampoiului.
- Cetatea Tăuțiului (donjon și zid de incintă cu bastion), construcție sec. XIII - XVI, monument istoric (cod LMI AB-II-a-B-00371).
- Obeliscul comemorativ al evenimentelor din anii 1848-1849 din satul Presaca Ampoiului, construcție 1898, monument istoric (cod LMI AB-III-m-B-00416).
- Situl arheologic de la Ampoița (așezări atribuite Epocii bronzului).
- Ariile protejate: Calcarele de la Ampoița, Calcarele cu orbitoline de la Piatra Corbului, Piatra Varului, Piatra Boului.
- Trascău - sit de importanță comunitară (50.064 hectare) inclus în rețeaua ecologică Natura 2000 în România.